# Tandpulpastamcel

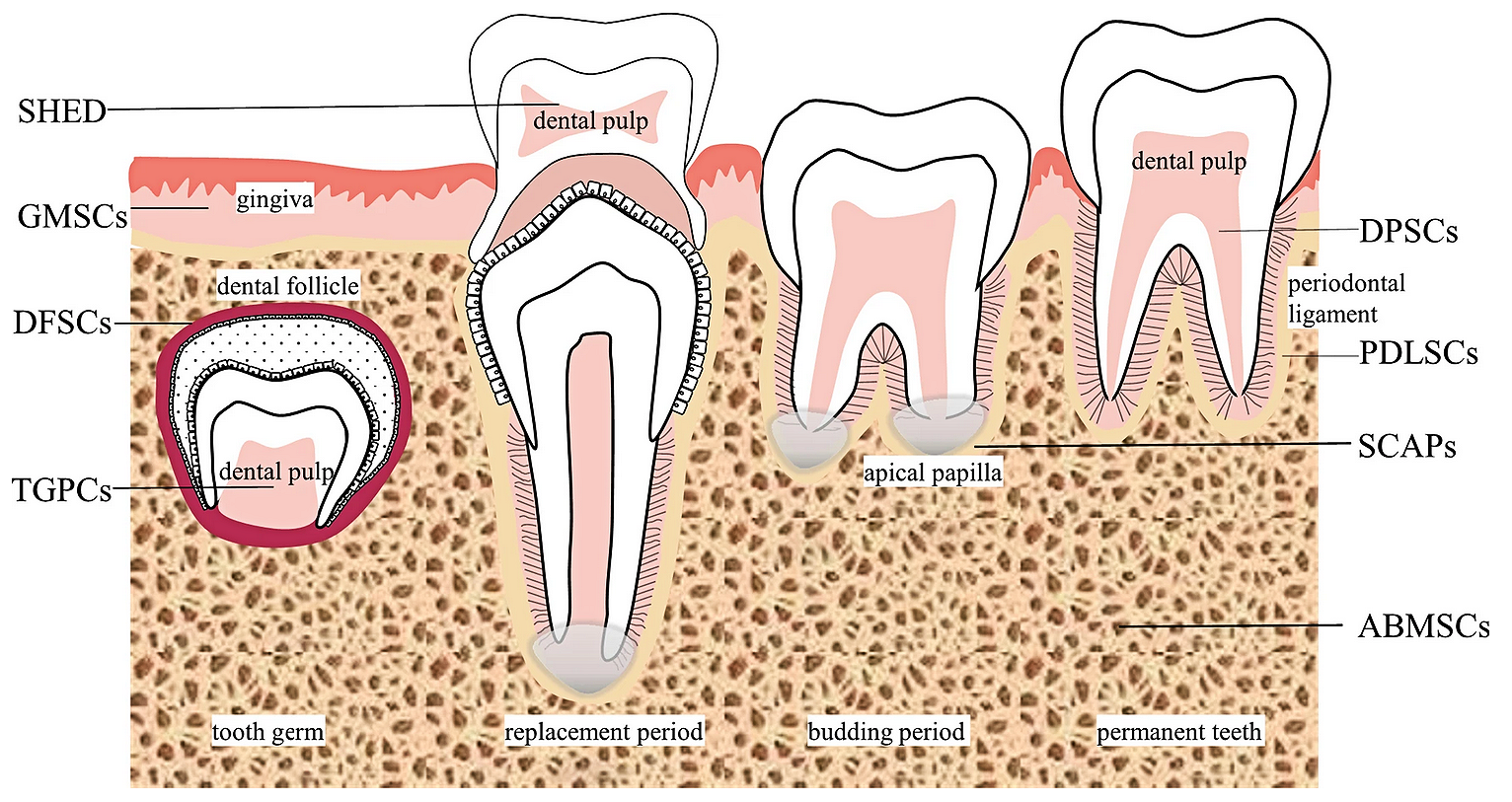
Stamcellen in de tand en kaak. DFSCs: Tandfollikelstamcellen, SCAPs: Periapicale follikelstamcellen, DPSCs: Tandpulpastamcellen.

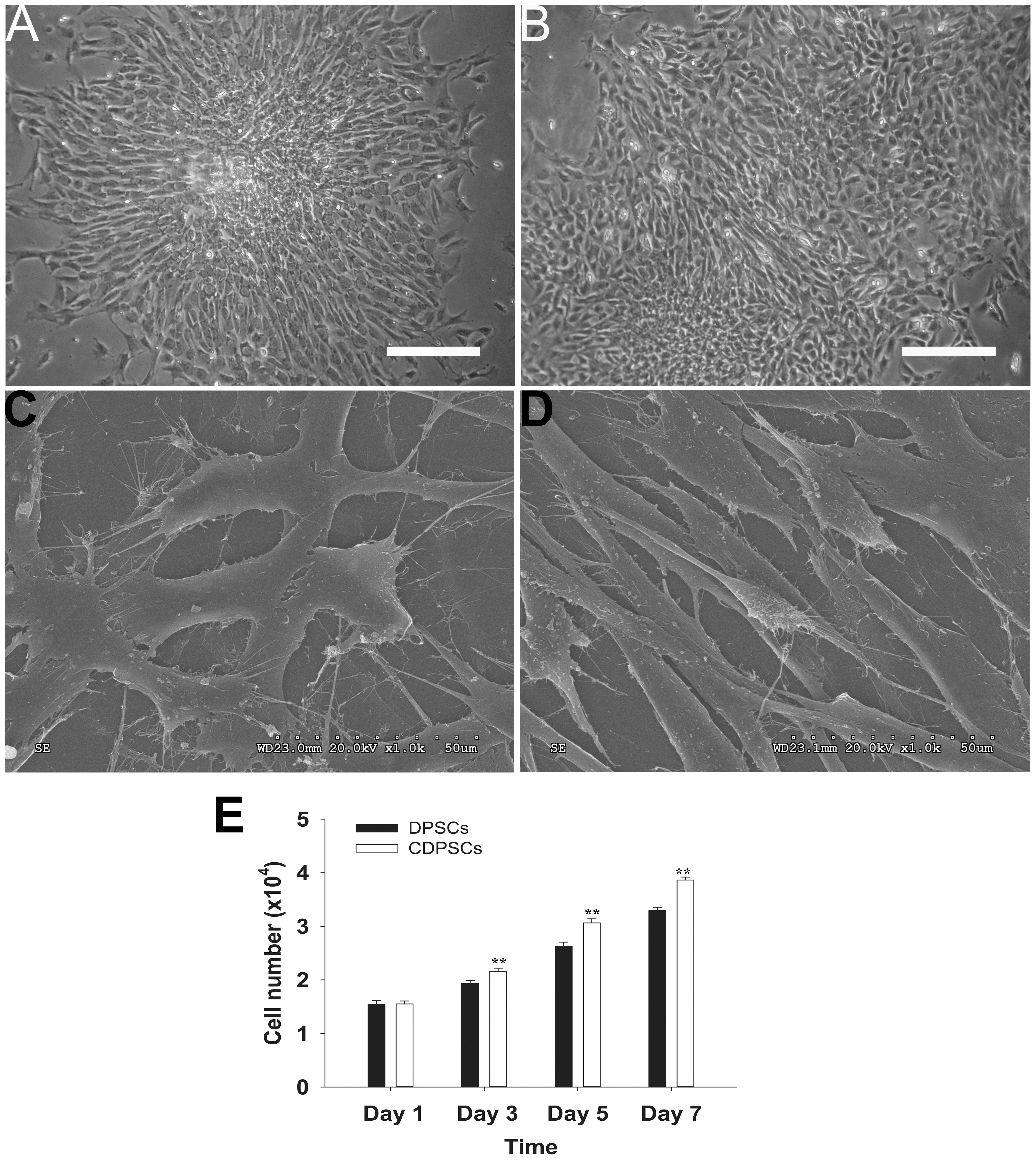
Tandpulpastamcellen (DPSC's) en cariëse tandpulpastamcellen (CDPSC's).
Zowel DPSC's (A) als CDPSC's (B) geïsoleerd uit tandpulpa waren spoelvormig en fibroblastachtig onder de lichtmicroscoop. Zowel DPSC's (C) als CDPSC's (D) hebben een fibroblastachtig uiterlijk met lange cytoplasmatische uitlopers en veel filopodia onder de rasterelektronenmicroscoop.

Tandpulpastamcellen zijn stamcellen die aanwezig zijn in de tandpulpa, het zachte levende weefsel binnen tanden. Tandpulpastamcellen kunnen uit de tandpulpa worden verzameld door middel van een niet-invasieve ingreep. Het kan worden uitgevoerd bij een volwassene na een eenvoudige extractie of bij jongeren na chirurgische extractie van verstandskiezen. Ze zijn pluripotent, omdat ze in vitro embryonale lichaamsachtige structuren kunnen vormen en teratoomachtige structuren die weefsels bevatten afkomstig van alle drie de embryonale kiembladen wanneer ze worden geïnjecteerd in naakte muizen. Tandpulpastamcellen kunnen in vitro differentiëren tot weefsels die vergelijkbare kenmerken hebben als mesoderm-, endoderm- en ectodermlagen. Ze kunnen differentiëren tot vele celtypen, zoals odontoblasten, neurale voorlopercellen, osteoblasten, chondrocyten en adipocyten. Tandpulpastamcellen bleken in staat te differentiëren tot adipocyten en op zenuwlijkende cellen. De differentiatie van tandpulpastamcellen tot osteogene lijnen wordt versterkt in 3D-omstandigheden en bij hypoxie. Deze cellen kunnen worden verkregen uit postnatale tanden, verstandskiezen en melktanden, waardoor onderzoekers een niet-invasieve methode hebben om stamcellen te extraheren. De verschillende celpopulaties verschillen echter in bepaalde aspecten van hun groeisnelheid in cultuur, de expressie van merkergenen en celdifferentiatie, hoewel de mate waarin deze verschillen kunnen worden toegeschreven aan het weefsel van herkomst, de functie of de kweekomstandigheden onduidelijk blijft. Als gevolg hiervan worden tandpulpastamcellen beschouwd als een uiterst veelbelovende bron van cellen die worden gebruikt bij endogene weefseltechnologie.
Uit onderzoek is gebleken dat de proliferatiesnelheid van tandpulpastamcellen 30% hoger ligt dan die van andere stamcellen, zoals stromastamcellen uit het beenmerg (BMSSC's). Deze kenmerken van tandpulpastamcellen zijn voornamelijk te danken aan het feit dat ze verhoogde hoeveelheden celcyclische moleculen vertonen, waaronder cycline-afhankelijke kinase 6 (CDK6), die aanwezig zijn in het tandpulpaweefsel. Bovendien vertonen tandpulpastamcellen een lagere immunogeniciteit dan mesenchymatische stamcellrn. Additionally, DPSCs have displayed lower immunogenicity than MSCs.
Atari et al. hebben een protocol ontwikkeld voor het isoleren en identificeren van de subpopulaties van pluripotente stamcellen (DPPSC's) uit de tandpulpa. Deze cellen zijn SSEA4+, OCT3/4+, NANOG+, SOX2+, LIN28+, CD13+, CD105+, CD34-, CD45-, CD90+, CD29+, CD73+, STRO1+ en CD146- en ze vertonen genetische stabiliteit in vitro op basis van genomische analyse met een nieuw beschreven CGH-techniek (comparative genomic hybridization).

## Rol in regeneratieve tandheelkunde
De menselijke mond is kwetsbaar voor defecten aan het gelaat, microbiële aanvallen en traumatische schade. Hoewel preklinische en klinische gedeeltelijke regeneratie van tandweefsel succesvol is gebleken, is het creëren van een volledige tand uit tandpulpastamcellen nog niet mogelijk.

### Distractie-osteogenese
Distractie-osteogenese (DO) is een methode voor botregeneratie die vaak wordt gebruikt bij de chirurgische reparatie van grote defecten aan het gelaat. Het gebied waarin het defect aanwezig is, wordt tijdens een operatie opzettelijk gebroken, kort genezen en vervolgens worden de botsegmenten geleidelijk gescheiden totdat het gebied naar tevredenheid is genezen. Een onderzoek uit 2018 door Song et al. toonde aan dat tandpulpastamcellen die bij konijnen waren getransfecteerd met Sirtuin-1 (SIRT1), effectiever waren in het bevorderen van botvorming tijdens DO. SIRT1 reguleerde mesenchymatische stamcellen rechtstreeks in osteoblasten, wat vervolgens de accumulatie van aanzienlijk hogere niveaus calcium laat zien na osteogene differentiatie in vitro, wat suggereert dat tandpulpastamcellen een potentiële rol spelen bij het verbeteren van de efficiëntie van DO.

### Gecalcineerd tandpoeder
Calcine tandpoeder (CTP) wordt verkregen door het verbranden van getrokken tanden, waardoor het potentieel infectieveroorzakende materiaal in de tand wordt vernietigd, wat resulteert in tandas. Tandas blijkt botherstel te bevorderen. Hoewel recente studies hebben aangetoond dat calcine tandpoeder in kweekmedia (CTP-CM) de proliferatie niet beïnvloedt, hebben ze aangetoond dat CTP-CM de niveaus van osteo-odontogene markers in tandpulpastamcellen aanzienlijk heeft verhoogd.

### Stamcellen uit afgeschilverde melktanden
Stamcellen uit afgeschilverde melktanden (SHED) zijn vergelijkbaar met tandpulpastamcellen in de zin dat ze beide afkomstig zijn uit de tandpulpa. SHED zijn echter afkomstig van melktanden, terwijl tandpulpastamcellen afkomstig zijn van volwassen tanden. SHED zijn een populatie multipotente stamcellen die gemakkelijk te verzamelen zijn, aangezien melktanden op natuurlijke wijze afstoten of fysiek worden verwijderd om de juiste groei van blijvende tanden te bevorderen.  Deze cellen kunnen in vitro differentiëren tot osteocyten, adipocyten, odontoblasten en chondrocyten. Onderzoek heeft de verbeterde proliferatieve capaciteiten van SHED aangetoond in vergelijking met die van tandpulpastamcellen.